# 圣德王
圣德王（?—737年）；姓金原名隆基，避唐玄宗讳改作興光，是新罗第三十三代君主，神文王子，孝昭王母弟。

## 生平
生年不详，从其兄弟生年和父亲逝世时间推断，在690年左右。702年，兄长孝昭王逝世，无嗣，金隆基继位，在位三十六年。諡圣德，唐玄宗贈太子太保，葬於移居寺南(今道只)。
公元735年，唐玄宗赏赐新罗“江以南地”，于是，唐朝与新罗始以大同江流域为分界线。

## 家族

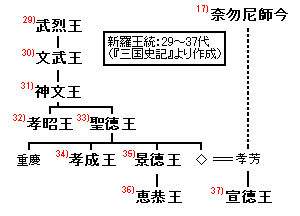
三国史记中的新罗国世系

### 后妃
- 武貞王后金氏——蘇判金元泰女，三年五月納爲妃
- 妃炤德王后金氏——伊食金順元女，十九年三月納爲王妃，六月冊妃爲王后

### 子女
- 太子金重慶——十四年十二月封，十六年六月卒，諡曰孝殤
- 金守忠——十三年二月入唐宿衛
- 太子金承慶——二十三年春立，三十六年即位為第三十四代孝成王
- 金憲英——即第三十五代景德王